# Rhodometra sacraria
Rhodometra sacraria је врста ноћног лептира (мољца) из породице Geometridae. Врсту је први описао Карл фон Лине у свом 12. издању Systema Naturae из 1767. године.

## Дистрибуција
Може се наћи широм Европе, на Блиском истоку, у северној Африци, афротропском царству и у великом деловима Азије. Такође се налази у Јужној Америци (Чиле и Аргентина).

## Станиште
Rhodometra sacraria насељава ливаде, шумске чистине, стазе, баште и урбане средине.

## Опис
Rhodometra sacraria има распон крила од 22-28 mm, док је дужина предњих крила 12-14 mm. Касне генерације су мање, а распон крила је у просеку 16-26 mm. Ови мољци се лако разликују због махагонијеве или ружичасте пруге, смештене на жућкастој или крем позадини, прелазећи дијагонално преко дорзалних страна горњих крила од задње ивице до врха. Тачке на диску су обично присутне и имају исту боју као и постмедијална линија. Дорзалне стране задњих крила су беличасте. Ресе на крилима су углавном у основној боји. Абдомен је чисто беле боје. Глава и груди су сламасто жути. Код мужјака антене су двопектиналне до три чествртине дужине. Интензитет и обим ружичасте пигментације је врло променљив, у зависности од сезонске температуре у стадијуму лутке

## Биологија
Ови мољци живе на гранчицама и биљу, са крилима паралелним једно са другим. Лете од априла до октобра на северној хемисфери. Ови мољци се размножавају у северној Африци и јужној Европи, јер им је потребна стална топлота. Јаја су релативно дугачка, жућкаста, са израженим црвеним мрљама. Гусенице опонашају гранчице и стога их је прилично течко лоцирати. Оне су витке и достижу дужину од око 25 mm. Основна боја је бледосмеђа или зелена, са беличастом доњом страном. Зелени облици обично показују тамносмеђу или црвенкасту неправилну пругу на леђима. Глава је црвенкасто-смеђа и релативно мала. Гусенице се хране травом, луком, Anthemis, Emex, Oxygonum, Rhus, Persicaris и другим биљкама ниског раста. Лутка може достићи дужину од 9,2 mm и пречник од око 2,7 mm. Жућкасто-смеђе је боје, са тамним мрљама. 

## Галерија
- Rhodomoetra sacraria
- Rhodometra sacraria
- Rhodometra sacraria